# Canton des Trois-Bassins
Le canton des Trois-Bassins est un ancien canton de l'île de La Réunion, département d'outre-mer français de l'océan Indien. Il correspondait exactement à la commune des Trois-Bassins.

## Histoire
| Période                                                    | Période | Identité          | Étiquette    | Qualité                                                                                                |
| ---------------------------------------------------------- | ------- | ----------------- | ------------ | --- |
| Les données antérieures à 1951 ne sont pas encore connues. |         |                   |              | |
| vers 1951                                                  | 1958    | Hervé Payet       | Droite       | Maire des Trois-Bassins (1925-1958)                                                                    |
| 1958                                                       | 1982    | Serge Saint-Alme  | UDR puis RPR | Maire des Trois-Bassins (1958-1977) Suppléant du député Marcel Vauthier                                |
| 1982                                                       | 1988    | Rieul Lauret      | RPR          | Principal de collège Maire des Trois-Bassins (1977-1989) Vice-président du conseil général (1986-1989) |
| 1988                                                       | 2008    | Pierre Heideger   | UDF puis DVD | Enseignant Maire des Trois-Bassins (1989-2008) Vice-président du conseil général                       |
| 2008                                                       | 2015    | Roland Ramakistin | PCR puis PLR | Professeur des écoles retraité Maire des Trois-Bassins (2008-2014)                                     |